# Thomas Stewart (auteur)
Thomas A. Stewart (1949) is een van de bekendste auteurs op het gebied van intellectueel kapitaal, en tevens redacteur en columnist voor Fortune magazine.

## Levensloop
Stewart studeerde in 1970 summa cum laude af aan Harvard in het vakgebied Engelse literatuur. Vervolgens had hij een carrière in boekuitgeverijen, waarin hij onder meer directeur van Atheneum Publishers werd. In 1989 kwam Stewart voor Fortune te werken.

## Intellectueel kapitaal
Stewart schreef zijn materiaal over intellectueel kapitaal onder meer voor Fortune. Hij is ook auteur van het bekende boek Intellectual Capital: The New Wealth of Organizations (1997) en kreeg reeds op vele manieren erkenning op het gebied van kennismanagement, onder meer middels de International Knowledge Management Awareness Award in 1996.

## Fortune Magazine
In Fortune heeft Stewart al een verscheidenheid aan onderwerpen besproken. Niet alleen intellectueel kapitaal en kennismanagement komen aan bod, maar ook gerelateerde zaken als productiviteit, human resources, elektronische marktplaatsen en zo verder. Tevens is hij auteur van cover stories over General Electric, Business Process Reengineering en homoseksuele leidinggevenden.
Zijn column heet The Leading Edge

## Citaten
"A knowledge worker is someone who gets to decide what he does each morning."